# ذي الخرخر (السدة)

تعديل مصدري - تعديل

ذي الخرخر محلة تابعة لقرية كحلة، التابعة لعزلة بني الحارث بمديرية السدة إحدى مديريات محافظة إب في الجمهورية اليمنية.، بلغ تعداد سكانها 53 حسب تعداد اليمن لعام 2004.